# Rindenhumus
Rindenhumus besteht aus kompostierter Rinde, die häufig mit Stickstoff sowie unter Umständen mit weiteren Nährstoffen angereichert wird. Während der Umsetzungsprozesse bei der Kompostierung und Fermentation in großen Mieten werden wachstumshemmende Abwehrstoffe wie Gerbsäuren, Harze und Phenole abgebaut.
Rindenhumus hat einen mittleren pH-Wert um 6. Er dient mit seinem hohen Gehalt an organischer Masse der Bodenverbesserung.
Gütegesicherte Rindenprodukte werden auf Pflanzenverträglichkeit und Schadstoffe untersucht.
Rindenmulch besteht aus grob zerkleinerter Rinde, die im Gegensatz zum Rindenhumus nicht fermentiert wurde und daher noch wachstumshemmende Substanzen enthält.